# 柴田将士
柴田 将士（しばた まさし、1984年10月2日 - ）は東京都出身の俳優。劇団東俳所属。

## 出演

### 映画
- デビルマン（2004年）
- 逆境ナイン（2005年） - キャッチャー・大石倉介 役
- 日韓合作映画 力道山（2006年）
- ゆれる（2006年）
- R246 STORY「224466」（2008年）
- 赤い糸（2008年） - テル 役
- ごくせん THE MOVIE（2009年） - 大熊将士 役

### テレビドラマ
- お前の諭吉が泣いている（2001年、テレビ朝日）
- できちゃった結婚（2001年、フジテレビ）
- 水曜日の情事（2001年、フジテレビ）
- ゴールデンボウル（2002年、日本テレビ）
- 大河ドラマ 新選組!（2004年、NHK）
- ごくせん 第2シリーズ（2005年、日本テレビ） - 大熊将士 役
- 花ざかりの君たちへ〜イケメン♂パラダイス〜 第5話（2007年、フジテレビ） - 渋谷 役
- 鹿男あをによし 第1話（2008年）
- 貧乏男子 ボンビーメン 第6話（2008年）
- 古畑中学生（2008年6月14日、フジテレビ） - 真鍋 役
- 赤い糸（2008年 - 2009年、フジテレビ） - テル役
- サムスンスペシャル 伝えたい!僕らの夢 聴導犬が教えてくれたチカラ－あすなろ学校の物語－（2009年7月20日、TBS） - コウイチ 役
- ひとりじゃない（2011年、BSフジ）- サラリーマン 役

### CM
- ハウス食品 レトルトカレー 大晦日篇
- P&G ボールド 相撲篇

### 舞台
- 新国立劇場 カヴァレリア・ルスティカーナ（2005年） - 道化師役
- 新国立劇場 カヴァレリア・ルスティカーナ（2006年）

### VP
- 国土交通省 横浜駅前映像－河川情報版表示
- 凶器にかわる携帯電話